# Louis Pierre Mouillard

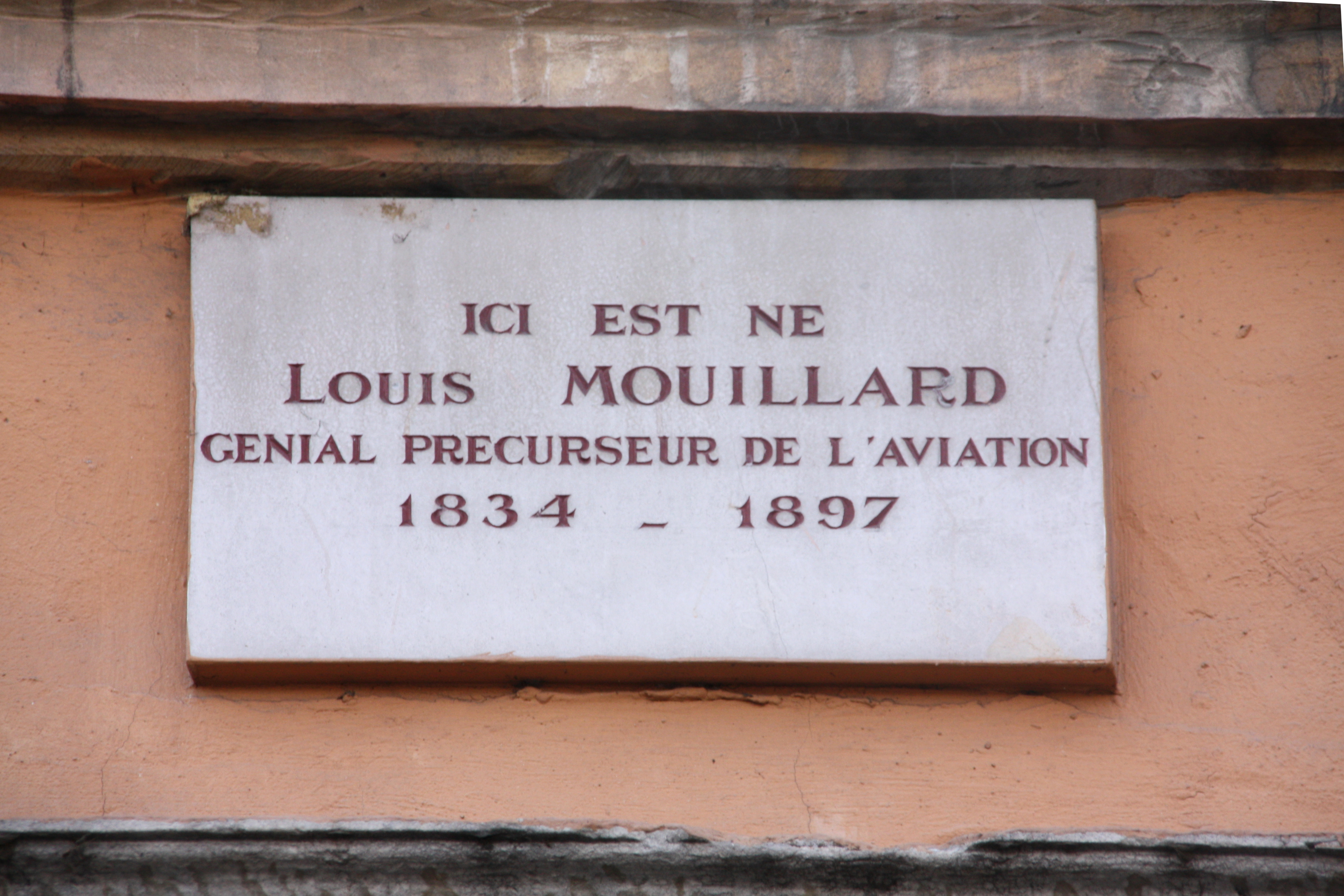
Placa no local de nascimento de Louis Mouillard, em Lyon.

Louis Pierre-Marie Mouillard (✰ Lyon, 30 de setembro de 1834;  ✝ Cairo, 20 de setembro de 1897) foi um pioneiro da aviação francês do século XIX.

## Carreira
Mouillard desenvolveu e publicou uma série de teses e estudos, a maioria deles baseados nos estudos de pássaros na Alexandria, e serviram como ponto de partida para os estudos feitos pelos irmãos Wright posteriormente.
Entre os seus vários estudos, o que mais se destaca é o L'empire de l'air, um ensaio sobre a ornitologia aplicada à aviação. Foi nesse estudo que ele também desenvolveu a ideia de um avião (aeroplano) a motor. Publicado na França originalmente em 1881, logo se tornou um clássico da literatura sobre o assunto. Ele foi reimpresso pela Smithsonian Institution em 1893, com o título em inglês The Empire Of The Air.
O Musée de l'Aéronautique publicou seus ensaios e artigos sob o título Vol sans battements, algo como "voo sem batimentos" (de asas), em 1912.
Louis Mouillard, por todo o seu trabalho, é considerado por muitos, a origem de muitos tipos de planadores, que ele desenhou baseado nos seus estudos do voo dos abutres no Egito.

## As máquinas voadoras
Mouillard vinha fazendo esboços e experimentos sobre planadores desde 1856, e apesar do fato de que seus projetos de planadores tiveram sucesso apenas moderado, ele percebeu a importância do voo a vela para o futuro da aviação - uma perspectiva que mais tarde foi compartilhada por Otto Lilienthal.